# Albert Dayer
Albert Dayer, född 11 oktober 1925, död maj 1987, var en friidrottare från Belgien. Han deltog vid olympiska sommarspelen 1948.